# Nebbi
Nebbi – miasto w północno-zachodniej Ugandzie; stolica i główne miasto dystryktu Nebbi. Liczy 28,8 tys. mieszkańców.